# Château Cantemerle
Le château Cantemerle, est un domaine viticole de 92 hectares situé à Macau en Gironde. Situé en AOC haut-médoc. Il est classé cinquième grand cru dans la classification officielle des vins de Bordeaux de 1855. Il a été ajouté à cette liste en septembre 1855.

## Histoire

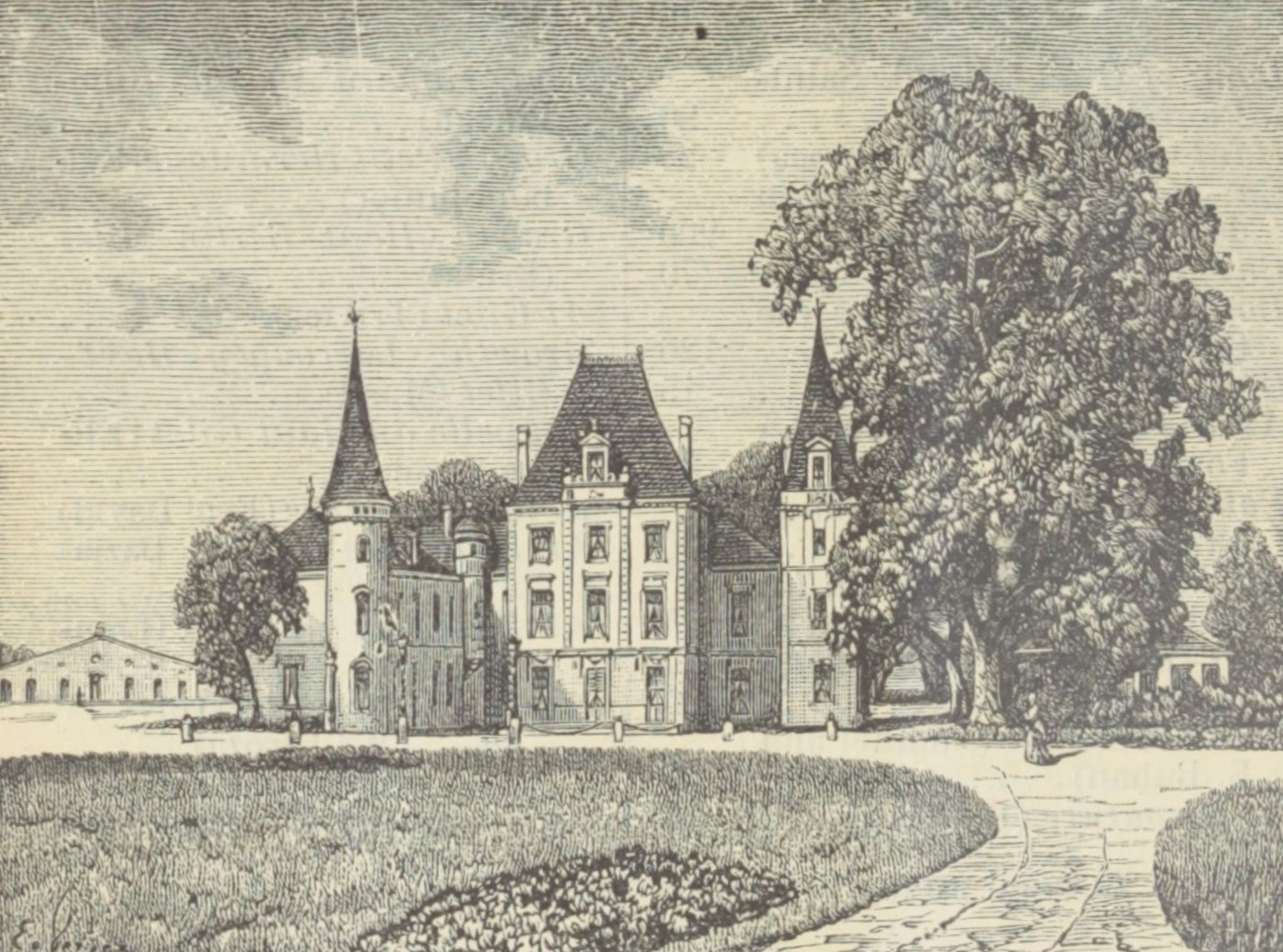
Illustration du Château Cantemerle en 1898.

Au Moyen Âge, le château Cantemerle faisait partie de la ligne de fortifications qui défendaient les rives du Médoc, à environ un kilomètre du château actuel. On retrouve l’existence des Seigneurs de Cantemerle dans un manuscrit datant de 1147.
Les premières traces de production viticole sur le domaine ont été trouvées dès 1354 : le seigneur de Cantemerle payait la dîme avec un tonneau de clairet.
Vers 1851, deux tourelles sont ajoutées au château probablement sous la direction de l'architecte bordelais Henri Duphot.
De nos jours le château appartient au groupe d'assurances SMA.

## Terroir
Le vignoble de Cantemerle est situé sur les graves fines et profondes des communes de Macau et Ludon en appellation Haut-médoc.
Le sol est silico-graveleux qui résultent de l'érosion ancienne des Pyrénées par la Garonne. D'autre part, ces terres faites de sable et constituées de galets sont très filtrantes et participent activement à la maturité des raisins car elles réfléchissent les rayons du soleil et conservent, la nuit, la chaleur accumulée durant le jour.

## Vins
Le château Cantemerle propose son premier vin au nom éponyme « Château Cantemerle » et son second vin intitulé « Les Allées de Cantemerle ».
Âge moyen du vignoble : 30 ans
Densité de plantation : 9 600 pieds/ha
Rendement : 50-55 hl/ha
Vendanges : manuelles avec tris sélectifs.
La production de chaque parcelle est vinifiée séparément dans de larges cuves en bois de chêne pour favoriser une lente et douce extraction des tanins. Les vins sont ensuite élevés en fûts pendant douze mois avant leur mise en bouteilles au château.